# Projekt 627 Kit
Projekt 627 Kit (ryska: Кит (val), NATO-rapporteringsnamn November-klass) var Sovjetunionens första atomdrivna ubåtsklass.

## Utveckling
9 september 1952 undertecknade Stalin ett dekret från ministerrådet om att börja bygga en atomdriven ubåt. Konstruktionsarbetet började 25 november under extrem sekretess. I inledningsskedet fick bara vissa noggrant utvalda akademiker delta i projektet under ledning av Vladimir Nikolajevitj Peregudov. Våren 1953 hade projektet kommit så långt att arbetet övertogs av designbyrån Malachit i Leningrad.
Ubåtens ursprungliga syfte var att kunna avfyra kärnvapenladdade T-15 torpeder mot mål längst USA:s kuster. Dessa enorma torpeder var 24 meter långa och hade en diameter på 1550 mm för att få plats med en kärnladdning på häpnadsväckande 100 megaton! Räckvidden var 40–50 km och en torped vägde runt 40 ton. När laddningen detonerade under vattnet skulle en 300 meter hög Tsunami-våg svepa in över kusten och vålla enorma skador.
I maj 1954 var ritningarna klara, men konstruktionen underkändes av flottan, framför allt på grund av problemen med ”supertorpederna”, men också på grund av för låg toppfart och för hög ljudnivå. Detta ledde till att ubåten utrustades med vanliga 533 mm torpedtuber och skrovet designades om för att ge en högre maxfart. Uppgiften att anfalla strategiska mål med kärnvapen föll på robotbärande ubåtar och Projekt 627 inriktades i stället på att anfalla fientliga stridsfartyg.
Den första ubåten K-3 började byggas vid Severnoje Mashinostroitelnoje i Severodvinsk i juni 1954 under stort hemlighetsmakeri. Bland annat hade en ny verkstadshall byggts för att skydda bygget från insyn. Redan innan ubåten var sjösatt och testad började designbyrån Malachit våren 1956 att utarbeta en förbättrad variant kallad Projekt 627A. Förbättringarna gällde huvudsakligen navigationsutrustningen, hydrofonerna (som i stort sett kopierades från Projekt 641) och ubåtens tekniska tillförlitlighet. Resterande ubåtar (utom K-27) kom att byggas i det förbättrade utförandet.
Den näst sista ubåten, K-27, byggdes som testplattform för en ny typ av reaktorer kylda av flytande metall (bly–vismut). Andra förbättringar var skrov av anitmagnetiskt stål och, som första ubåt i världen, automatisk omladdning av torpedtuberna. Konstruktionen som betecknades Projekt 645 var en förstudie till det som skulle komma att bli Projekt 705 Lira (Alfa-klass).

## Ubåtar i klassen

### K-3
Påbörjad: juni 1954, Sjösatt: 9 augusti 1957, Tagen i tjänst 4 juni 1958 i norra flottan

K-3 var den enda ubåten som byggdes enligt den ursprungliga designen Projekt 627 utan de förbättringar som utarbetades 1956. 17 juni 1962 blev K-3 den första sovjetiska ubåten att nå nordpolen fyra år efter den amerikanska ubåten USS Nautilus. För denna bragd fick hon namnet Leninskij Komsomol (sovjetiska ubåtar hade vid den här tiden inte andra namn än sina K-nummer).
Sommaren 1967 genomförde K-3 en patrull i Medelhavet. Det visade sig att ubåtens klimatsystem inte var anpassat för Medelhavets varma vatten och temperaturen i ubåten låg ständigt runt 35–40 °C.
Under en patrull i Norska havet i september 1967 bröt en brand ut i ubåtens hydraulsystem. Alla vattentäta skott stängdes för att hindra elden att sprida sig. Det automatiska eldsläckningssystemet fyllde den brandhärjade sektionen med koldioxid vilket ledde till att de sjömän som var kvar kvävdes till döds. När skotten sedan öppnades spreds gasen till flera sektioner i ubåten och flera förlorade medvetandet. Totalt 39 besättningsmän miste livet. K-3 avrustades 1991.

### K-5
Påbörjad: 13 augusti 1956, Sjösatt: 1 september 1958, Tagen i tjänst 26 december 1959 i norra flottan

Under en provtur efter sjösättningen slog K-5 världsrekord genom att uppnå 28 knop i undervattensläge och därmed bli världens snabbaste ubåt. 1965 drabbades K-5 av en reaktorläcka vilket ledde till att ubåten blev liggande på varv fram till september 1967. Efter det var ubåten i tjänst fram till juli 1990 då den avrustades.

### K-8
Påbörjad: 9 september 1957, Sjösatt: 31 maj 1959, Tagen i tjänst 31 december 1959 i norra flottan

Under en patrull i Barents hav 13 oktober 1960 sprack ett ångrör vilket ledde till att radioaktiv ånga läckte ut i ubåten och att reaktorn förlorade kylmedel. Hela besättningen utsattes för doser på mellan 1,8 och 2 sievert. Tre besättningsmän drabbades av akuta strålskador. Ytterligare två mindre läckage inträffade i juni och oktober 1961. Augusti 1966 till juli 1968 togs K-8 in på varvet Zvjozdatjka för en större ombyggnad som skulle lösa problemet med ångläckage.
Under den dittills största sovjetiska flottövningen Ocean-70 i april 1970 drabbades K-8
av två samtidiga bränder i hydrofonhytten och elmotorrummet. Elden i hydrofonhytten kunde snart släckas, men branden i maskinrummet utvecklades snabbt och slog ut ubåtens elsystem vilket ledde till nödavstängning av reaktorerna. Också dieselmotorernas kylvattenpumpar slogs ut vilket gjorde att de bara kunde köras i 40 minuter innan de skar ihop. Branden skadade också skrovgenomföringen för avmagnetiseringen vilket gjorde att ubåten började ta in vatten. 10 april siktas det bulgariska fraktfartyget Avior och delar av besättningen förs i säkerhet. 11 april försökte Kasimov och Komsomolets Litvy påbörja en bogsering av K-8, men det misslyckades på grund av den tilltagande vinden. Ubåten sjönk slutligen 12 april kl 06:35. 52 besättningsmän omkom, bland dem fartygschefen kapten Bessonov som postumt tilldelades Sovjetunionens hjälte för sina försök att rädda ubåten och besättningen.

### K-14
Påbörjad: 2 september 1958, Sjösatt: 16 augusti 1959, Tagen i tjänst 30 december 1959 i norra flottan

1961 blev K-14 den första sovjetiska ubåt som genomförde kärnbränslebyte under fältmässiga förhållanden. 1962 till 1964 Låg K-14 på varv för att sanera ubåten efter en reaktorläcka liknande den som drabbade K-5. Under augusti till september 1966 överfördes ubåten till stillahavsflottan genom att färdas under nordpolen på samma sätt som K-3 gjort. K-14 gjorde också flera uppstigningar genom isen för att undsätta den sovjetiska polarstationen Severnyj Poljos-15. Fartygschefen Nikolai Golubev tilldelades Sovjetunionens hjälte för det lyckade uppdraget.
12 februari 1988 bröt en brand ut ombord medan ubåten låg vid kaj varvid en person omkom. Efter det användes ubåten enbart för utbildning och hon avrustades 1990 för att slutligen skrotas 2006.

### K-52
Påbörjad: 15 oktober 1959, Sjösatt: 28 augusti 1960, Tagen i tjänst 10 december 1960 i norra flottan

Under övningen Zavesa i april 1962 sprack ångröret mellan reaktorn och turbinen på styrbords sida. Reaktorn stängdes av och ubåten återvände till basen för babords maskin. Hela besättningen utsattes dock för strålning från den radioaktiva ångan.
4 till 8 maj 1967 var ubåten inspelningsplats för en dokumentärfilm om K-3:s expedition till nordpolen. Under en patrullering i Medelhavet hösten 1967 kolliderade K-52 med den amerikanska robotbärande ubåten USS James Madison. Under hela 1972 genomgick K-52 samma ombyggnad som många av hennes systerfartyg där värmeväxlarna och ångledningarna byttes ut för att förhindra nya läckage. 1986 lades ubåten i malpåse och tilläts förfalla tills hon avrustades 1996 och skrotades 1997.

### K-21
Påbörjad: 2 april 1960, Sjösatt: 18 juni 1961, Tagen i tjänst 31 oktober 1961 i norra flottan

### K-11
Påbörjad: 31 oktober 1960, Sjösatt: 1 september 1961, Tagen i tjänst 3 december 1961 i norra flottan

I november 1964 noterades skador på bränslestavarna och det beslutades att de skulle bytas ut vid nästa översyn. Översynen påbörjades 6 februari 1965 och dagen därpå lyftes locket till reaktorn varvid radioaktiv ånga strömmade ut i ubåten. Locket sattes tillbaka och besättningen evakuerades. Efter att flottans reaktorexperter tillkallats gjordes ett nytt försök att lyfta reaktorlocket 12 februari. Återigen strömmade radioaktiv ånga ut, men den här gången lyckades man inte få tillbaks locket och reaktorn började bli kritisk. Hettan från reaktorn startade en brand som inte kunde släckas förrän 250 ton havsvatten pumpats in i reaktorrummet. Reaktorn blev totalförstörd och byttes ut, ett arbete som inte blev klart förrän augusti 1968.
28 februari 1975 sprang ubåten läck på 90 meters djup och vatten strömmade in i sektion II. Läckan lagades provisoriskt och ubåten belades med dykdjupsbegränsning. Permanent reparation blev inte genomför förrän 1982. K-11 avrustades slutligen 1990.

### K-133
Påbörjad: 3 juli 1961, Sjösatt: 5 juli 1962, Tagen i tjänst 29 oktober 1962 i norra flottan

Under perioden 2 februari till 26 mars 1966 genomför K-133 tillsammans med K-116 (Projekt 675) en övergång till stillahavsflottan genom att runda Sydamerikas sydspets. En resa på 21 000 nautiska mil som varade i 52 dagar. Det var första gången som sovjetiska örlogsfartyg färdats från västra till östra Sovjetunionen via Drakes sund, en prestation som belönades med utmärkelsen Sovjetunionens hjälte för de båda fartygscheferna.
Ubåten avrustades 1989, men hade så sent som 2006 fortfarande inte skrotats.

### K-181
Påbörjad: 15 november 1961, Sjösatt: 7 september 1962, Tagen i tjänst 27 december 1962 i norra flottan

Runt månadsskiftet september till oktober 1963 genomförde K-181 en repris på K-3:s expedition till nordpolen. Med på resan var också norra flottans chef, amiral Kasatonov, och en handfull andra höga officerare.
1966 lyckades K-181 under flera dygn spåra och följa det amerikanska hangarfartyget USS Saratoga (CV-60). I december 1968 genomförde K-181 ett flottbesök i Alexandria. Det var första gången som en sovjetisk atomubåt besökte en utländsk hamn. 18 oktober 1976 sprang ubåten läck och tog in vatten i sektion V (reaktorrummet). Hon lyckades återvända till basen i ytläge. I oktober 1984 påbörjades en upprustning av K-181, men den avbröts 1987 och ubåten avrustades. Efter att ha legat och rostat fram tills 1997 monterades reaktorerna ut och ubåten skrotades 1998.

### K-115
Påbörjad: 4 april 1962, Sjösatt: 22 oktober 1962, Tagen i tjänst 31 december 1962 i norra flottan

3–17 september 1963 genomförde K-115 som första sovjetiska fartyg en transarktisk passage från Murmansk till Petropavlovsk-Kamtjatskij. I oktober överfördes hon officiellt till stillahavsflottan. Under 1977 och 1978 drabbades K-115 av flera bränder, bland annat 16 januari när en luftreningspatron till en andningsapparat fattade eld. Personen som bar andningsmasken dog av sina brännskador. Ubåten avrustades 1986.

### K-159

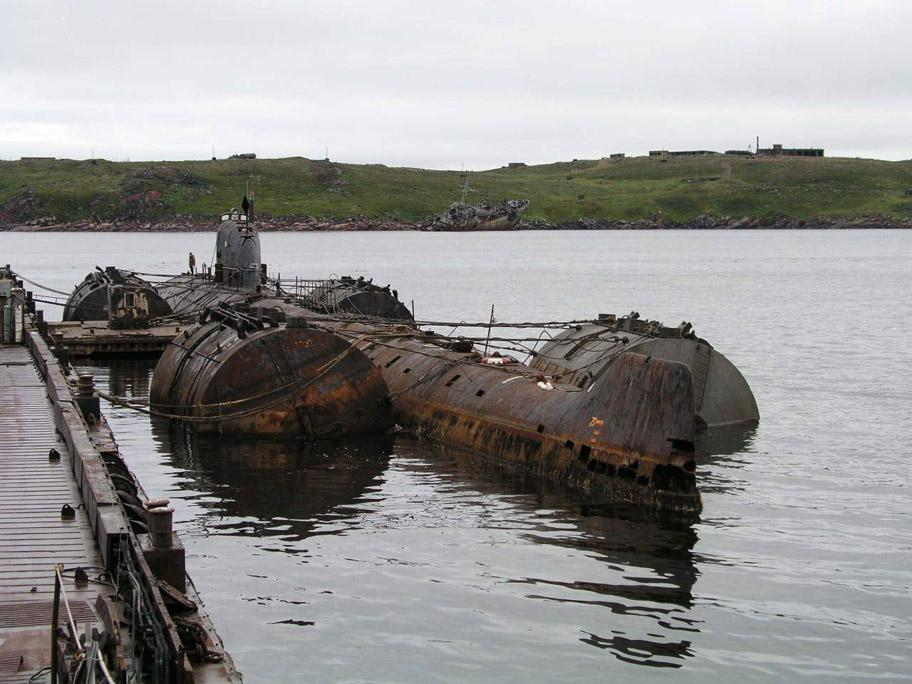
K-159 i augusti 2003, klar att bogseras iväg för skrotning.

Påbörjad: 15 augusti 1962, Sjösatt: 6 juni 1963, Tagen i tjänst 9 oktober 1963 i norra flottan

2 mars 1965 upptäcktes små läckor i kylröret i kondensorn på babords sida vilket tvingade ubåten att återvända till basen. Ubåten avrustades 1989 och blev liggande fram till 2003 då hon skulle skrotas. Den sista färden hade K-159 tio mans besättning som arbetade med att täta läckor ombord. Under bogseringen från Ostrovnoj till Severomorsk hölls ubåten flytande med hjälp av pontoner. När dessa slets loss sjönk ubåten med nio man på 246 meters djup utanför Murmansk väster om ön Kildin (69°22.64′N 33°49.51′Ö / 69.37733°N 33.82517°Ö), bara 130 km utanför norskt territorialvatten. 
K-159 var vid tillfället utrustad med två tryckvattenreaktorer totalt innehållande 800 kg använt höganrikat uran men en beräknad aktivitet på 5319.7 terea Bq, den höga aktiviteten är extra besvärande då K-159 saknar en skyddande barriär mellan det använda bränslet och resten av ubåten. Detta gör att ubåten av Norwegian Radiation Protection Authority (NRPA) anser den vara en av de farligaste källorna för radioaktiva utsläpp på botten av norra ishavet.
Norska forskare tog under år 2014 flera prover på fiskar i området för att se om det skett några utsläpp, proverna har fastnat i ryska tullen och har i juli 2015 fortfarande inte lämnats ut till Norge.
I april 2010 publicerade tidskriften Wired ett reportage om K-159 med sonarbilder av vraket. I augusti 2011 tog statliga atomenergikommissionen Rosatom upp frågan om att bärga ubåten. Ett slutgiltigt beslut kan komma att fattas under 2012.

### K-42
Påbörjad: 28 november 1962, Sjösatt: 17 augusti 1963, Tagen i tjänst 9 oktober 1963 i norra flottan

### K-50
Påbörjad: 14 mars 1962, Sjösatt: 16 december 1963, Tagen i tjänst 18 juli 1964 i norra flottan

### K-27
Påbörjad: 15 juli 1958, Sjösatt: 1 april 1962, Tagen i tjänst 30 oktober 1963 i norra flottan

K-27 var den enda ubåten som byggdes enligt designen Projekt 645. Under hennes andra patrull i Medelhavet genomförde hon ett simulerat torpedanfall mot det amerikanska hangarfartyget USS Randolph.
Under ett högfartsprov 24 maj 1968 drabbades babords reaktor av en spontan nödavstängning. I samband med detta läckte radioaktivitet ut i ubåten. Hon återvände till Severomorsk i ytläge där ett depåfartyg förtöjdes långsides med ubåten för att pumpa in het ånga i reaktorn för att kylmetallen inte skulle stelna. Över trettio sjömän dog av sina strålskador, den sista så sent som 2003. I juli 1968 bogserades ubåten till Gremikha och dess reaktorer tilläts stelna. Ubåten användes för utbildning fram till 1979 då hon avrustades. Sommaren 1981 fylldes reaktorrummet med bitumen och 6 september 1982 sänktes hon i Karahavet nordöst om Novaja Zemlja på bara 33 meters djup. Reaktorn innehöll då 90 kg höganrikat U-235.